# Banconota da 500 euro
La banconota da 500 euro (500 €) è uno dei sette tagli di banconota in euro, quella dal valore più alto. 
Pur non essendo più emessa dal 2019, è usata a partire dall'introduzione dell'euro nel 2002 ed è in circolazione in ventisei Paesi: ventiquattro appartenenti all'eurozona (venti membri e quattro microstati convenzionati all'uso dell'euro) che adottano l'euro come moneta unica e due che lo usano in maniera unilaterale (Montenegro e Kosovo). È usata dunque da oltre 346 milioni di persone e rappresenta il 30% di tutti gli euro in circolazione.
Anche in termini dimensionali la banconota da 500 euro è la più grande. Sul dritto è rappresentato un portale, sul verso un ponte, entrambi di architettura moderna.
La banconota dispone di molte caratteristiche di sicurezza (ad esempio l'uso della filigrana, degli elementi stampati in rilievo, degli ologrammi e delle micro-stampe) che permettono di riconoscerne facilmente l'autenticità.

## Storia
L'euro è stato introdotto il 1º gennaio 1999 ed è divenuto la valuta di oltre 300 milioni di persone in Europa. Nei primi tre anni è stata una moneta virtuale, cioè utilizzata solo ai fini contabili. Le banconote, così come le monete in euro, sono entrate in circolazione soltanto il 1º gennaio 2002, sostituendo le banconote e le monete delle valute nazionali al tasso di cambio fisso.

### Periodo di transizione
Il periodo di transizione durante il quale le valute nazionali potevano essere scambiate con l'euro è durato dal 1º gennaio al 28 febbraio 2002. La decisione sulla data di cessazione della valuta nazionale è stata comunque lasciata ad ogni stato membro. La prima ad abbandonare la moneta nazionale è stata la Germania (il marco tedesco è andato fuori corso il 31 dicembre 2001, anche se il periodo di cambio valuta è durato due mesi, come in tutta l'eurozona). Anche dopo la cessazione è stato possibile il cambio in euro nelle banche centrali di ogni paese per un minimo di dieci anni; in alcuni paesi non sono stati posti limiti temporali (Austria, Estonia, Germania, Irlanda e Spagna).

### Sospensione
Il 4 maggio 2016 il consiglio direttivo della Banca centrale europea ha deciso di sospendere la messa in circolazione della banconota da 500 euro la cui emissione è stata interrotta il 27 gennaio 2019 da tutte le banche centrali ad eccezione della Deutsche Bundesbank e della Oesterreichische Nationalbank che hanno terminato il 27 aprile 2019. La BCE, infatti, ha espresso «preoccupazioni che questa banconota possa facilitare attività illegali», visto l'alto valore per biglietto.
Le banconote da 500 euro che restano in circolazione continuano ad avere corso legale e possono pertanto essere usate come mezzo di pagamento o come riserva di valore per il risparmio. Inoltre le banche, i cambiavalute e i vari operatori commerciali possono reimmetterle in circolazione; infatti, questa banconota manterrà sempre il suo valore e potrà essere cambiata presso le banche centrali dell'Eurosistema per un periodo di tempo illimitato.

## Le serie di banconote da 500 euro
Il progetto è stato sviluppato dal designer austriaco Robert Kalina nel 1996. Dal 1º gennaio 2002, data della sua introduzione, la banconota ha mantenuto sempre lo stesso design e le stesse misure di sicurezza; variava solo la firma del Presidente della BCE a seconda della persona in carica al momento della stampa.
Le prime banconote emesse portano la firma del primo presidente della Banca centrale europea, Wim Duisenberg, sostituito il 1º novembre 2003 da Jean-Claude Trichet, a sua volta sostituito da Mario Draghi il 1º novembre 2011. Ci sono quindi tre versioni con tre firme diverse. Tuttavia, tutte le banconote riportano come data il 2002, anno dell'introduzione della prima serie.

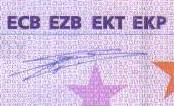
Wim Duisenberg
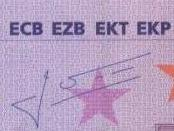
Jean-Claude Trichet
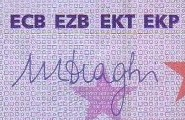
Mario Draghi

Non esiste una seconda serie per questo taglio.

## Design

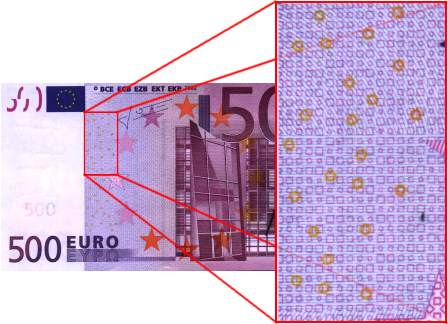
Costellazione di EURione sulla banconota da 500 euro

La banconota da 500 euro misura 160 × 82 millimetri ed è di colore violetto. Tutte le banconote in euro raffigurano ponti e archi in diversi stili storici europei; su questa sono rappresentate strutture dell'epoca recente (XX - XXI secoli). Inizialmente Robert Kalina aveva disegnato monumenti esistenti, ma per ragioni politiche il ponte e l'arco definitivi sono solo esempi ipotetici, in questo caso dell'architettura moderna.
Sulla banconota da 500 euro è possibile distinguere la denominazione in caratteri latini (EURO) e greci (EYPΩ), la bandiera dell'Unione europea, la firma del Presidente della BCE, l'acronimo della Banca centrale europea in cinque varianti linguistiche (BCE, ECB, EZB, EKT, EKP), la mappa dell'Europa con una rappresentazione di territori d'oltremare dell'Unione europea e le 12 stelle della bandiera europea oltre a varie caratteristiche di sicurezza.

### Caratteristiche di sicurezza

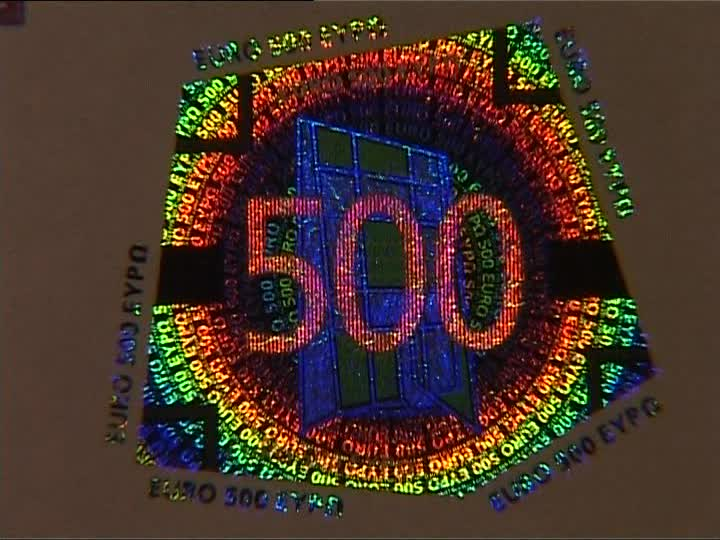
Particolare dell'ologramma su banconota da 500 euro

Di seguito le caratteristiche di sicurezza della prima serie.
- Carta: le banconote sono fabbricate con fibre di puro cotone, che producono una particolare sonorità e consistenza.
- Elementi stampati in rilievo: ottenuti con una particolare tecnica di stampa, conferisce ad alcune parti un effetto di rilievo o di maggiore spessore.
- Filigrana: ponendo la banconota in controluce, appare la porta del disegno principale.
- Filo di sicurezza: incorporato nella carta, visibile in controluce (appare come una linea scura su cui è possibile leggere la parola “EURO” e la cifra del valore in caratteri di piccole dimensioni).
- Numero in trasparenza: alcuni segni stampati su entrambi i lati delle banconote si combinano perfettamente, formando la cifra del valore nominale. In controluce è possibile vedere la cifra completa.
- Ologramma: muovendo la banconota, l'ologramma mostra il valore e il portale del disegno principale.
- Valore di colore cangiante: muovendo la banconota, il colore del valore sul retro varia dal viola al verde o marrone.
- Costellazione di EURione: viene impiegata per riconoscere le banconote autentiche e prevenirne la contraffazione.
- Microscrittura: la si può vedere in alcune aree della banconota, ad esempio all'interno dell' "EYPΩ" sul fronte.
- Inchiostro ultravioletto: esponendo la banconota a luce ultravioletti, la carta risulta opaca, le fibrille fluorescenti incorporate nella carta diventano visibili in rosso, blu e verde, lo sfondo della bandiera dell'Unione europea diventa verde e le stelle color arancione, la firma del presidente della Bce diventa verde, le grandi stelle e piccoli cerchi sul fronte diventano fluorescenti e la mappa europea, il ponte e la cifra del valore nominale sul retro appaiono in giallo.
- luce infrarossa: esponendo la banconota a una sorgente di luce infrarossa sono visibili solo il lato destro dell'immagine principale e l'ologramma.
- Numero di serie

## Identificazione delle banconote
Ogni banconota da 500 euro possiede un numero di serie visibile sul rovescio che inizia con una lettera corrispondente a quella assegnata alla banca centrale del paese a cui la banconota è destinata, seguita da 11 cifre.
| Stato membro | Lettera del numero di serie | Stato membro | Lettera del numero di serie |
| ------------ | --------------------------- | ------------ | --------------------------- |
| Austria      | N                           | Lettonia     | C                           |
| Belgio       | Z                           | Lituania     | B                           |
| Cipro        | G                           | Lussemburgo  | [ A 2 ]                     |
| Estonia      | D                           | Malta        | F                           |
| Finlandia    | L                           | Paesi Bassi  | P                           |
| Francia      | U                           | Portogallo   | M                           |
| Germania     | X                           | Slovacchia   | E                           |
| Grecia       | Y                           | Slovenia     | H                           |
| Irlanda      | T                           | Spagna       | V                           |
| Italia       | S                           |              |                             |
| Note: 1. 2.  |                             |              |                             |

Chi stampa effettivamente la banconota invece è indicato dalla prima lettera di un codice che si trova in un rettangolo posto poco sopra la "R" di EURO sul dritto. Questa lettera è poi seguita da tre numeri indicanti la matrice utilizzata e da un codice composto da una lettera e un numero corrispondenti alla posizione della banconota sul foglio di stampa.
| Lettera | Istituto Carta Valori                                    | Luogo                   |
| ------- | -------------------------------------------------------- | ----------------------- |
| D       | Setec Oy                                                 | Vantaa (Finlandia)      |
| E       | François-Charles Oberthur Fiduciaire                     | Chantepie (Francia)     |
| F       | Oesterreichische Nationalbank                            | Vienna (Austria)        |
| G       | Johan Enschede & Zn                                      | Haarlem (Paesi Bassi)   |
| H       | De La Rue Currency                                       | Gateshead (Regno Unito) |
| J       | Banca d’Italia                                           | Roma (Italia)           |
| K       | Central Bank and Financial Services Authority of Ireland | Dublino (Irlanda)       |
| L       | Banque de France                                         | Chamalières (Francia)   |
| M       | Fábrica Nacional de Moneda y Timbre                      | Madrid (Spagna)         |
| N       | Τράπεζα της Ελλάδος (Banca di Grecia)                    | Atene (Grecia)          |
| P       | Giesecke & Devrient                                      | Lipsia (Germania)       |
| R       | Bundesdruckerei                                          | Berlino (Germania)      |
| T       | Banque nationale de Belgique                             | Bruxelles (Belgio)      |
| U       | Valora                                                   | Carregado (Portogallo)  |

## Circolazione

### Statistiche annuali
Per quasi tutto il periodo dall'introduzione dell'euro come moneta fisica, la banconota da 500 è stata la più diffusa tra quelle di grosso taglio (200 e 500 €), con un picco, raggiunto nel dicembre 2015, di 613 599 000 pezzi in circolazione. Questo numero ha cominciato a decrescere in seguito alla decisione della BCE di non stamparne più e a gennaio 2020 il taglio da 500 euro è tornato a essere il meno diffuso.
L'andamento storico relativo alla circolazione fornito dalla BCE è illustrato nella seguente tabella:
| Anno | Banconote in milioni | Valore in miliardi di euro |
| ---- | -------------------- | -------------------------- |
| 2002 | 61                   | 30                         |
| 2003 | 169                  | 84                         |
| 2004 | 239                  | 119                        |
| 2005 | 307                  | 153                        |
| 2006 | 369                  | 184                        |
| 2007 | 417                  | 208                        |
| 2008 | 451                  | 225                        |
| 2009 | 532                  | 266                        |
| 2010 | 564                  | 282                        |
| 2011 | 574                  | 287                        |
| 2012 | 596                  | 298                        |
| 2013 | 582                  | 291                        |
| 2014 | 580                  | 290                        |
| 2015 | 607                  | 303                        |
| 2016 | 612                  | 306                        |
| 2017 | 534                  | 267                        |
| 2018 | 508                  | 254                        |
| 2019 | 516                  | 258                        |
| 2020 | 441                  | 220                        |
| 2021 | 403                  | 202                        |
| 2022 | 371                  | 185                        |
| 2023 | 298                  | 149                        |

### Contraffazione
Secondo i dati della BCE relativi al secondo semestre del 2015, la banconota da 500 euro è tra le banconote meno contraffatte tra tutti i tagli. La percentuale in base al taglio sul totale delle contraffazioni ritirate dalla circolazione è pari allo 1,3% equivalente a 5 785 banconote. Anche nella rilevazione delle banconote contraffatte relativa al secondo semestre 2019 risulta tra i tagli meno falsificati. La percentuale in base al taglio sul totale delle contraffazioni ritirate dalla circolazione è pari al 1,4%, equivalente a 4 312 banconote.

### Questioni legate al valore

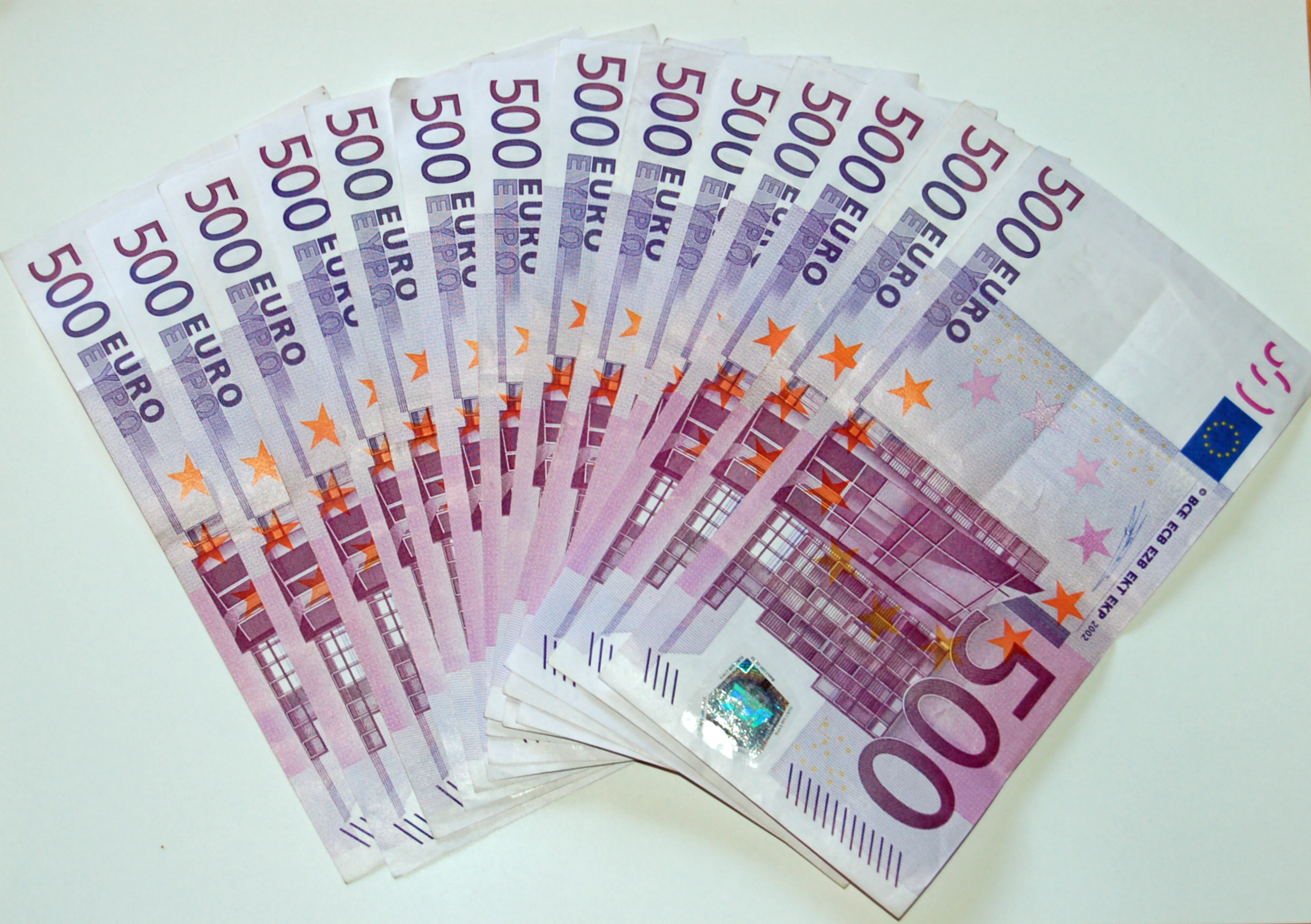
7.000 euro in banconote da 500 euro

La banconota da 500 euro è il taglio con il valore più alto in circolazione, dopo la banconota da 1000 franchi svizzeri, superando di circa sei volte quello della seconda banconota più diffusa al mondo, il biglietto da 100 dollari statunitensi. Questo facilita quindi i reati legati al denaro, come il riciclaggio di denaro, il traffico di droga e l'evasione fiscale. Per questo motivo alcuni paesi hanno richiesto il ritiro di questa banconota.
Bisogna ricordare però che alcune monete nazionali antecedenti l'introduzione dell'euro hanno avuto banconote con elevato valore come i tagli di 10 000 franchi belgi (pari a 247,89 euro), 500 000 lire italiane (pari a 258,23 euro), 5 000 scellini austriaci (pari a 363,36 euro), 1 000 fiorini olandesi (pari a 453,78 euro) e 1 000 marchi tedeschi (pari a 511,29 euro).
Dal 20 aprile 2010 gli uffici di cambio del Regno Unito hanno smesso di distribuire banconote da 500 euro date le preoccupazioni connesse ai reati legati a questo tipo di banconota. La Serious Organised Crime Agency ha annunciato dopo un'indagine durata ben otto mesi che "il 90% delle banconote da 500 euro in circolazione nel Regno Unito sono nelle mani delle organizzazioni criminali".